# Grammatophyllum speciosum
Grammatophyllum speciosum är en orkidéart som beskrevs av Carl Ludwig von Blume. Grammatophyllum speciosum ingår i släktet Grammatophyllum och familjen orkidéer. Inga underarter finns listade i Catalogue of Life.

## Bildgalleri

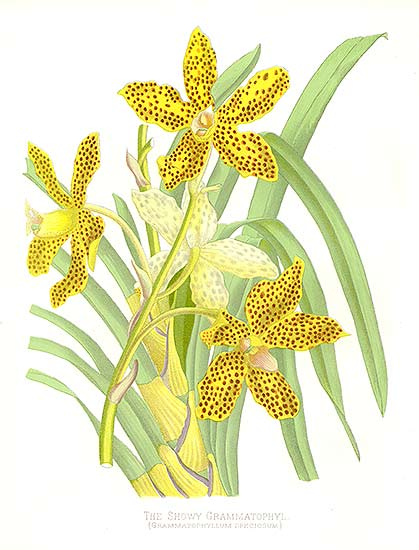
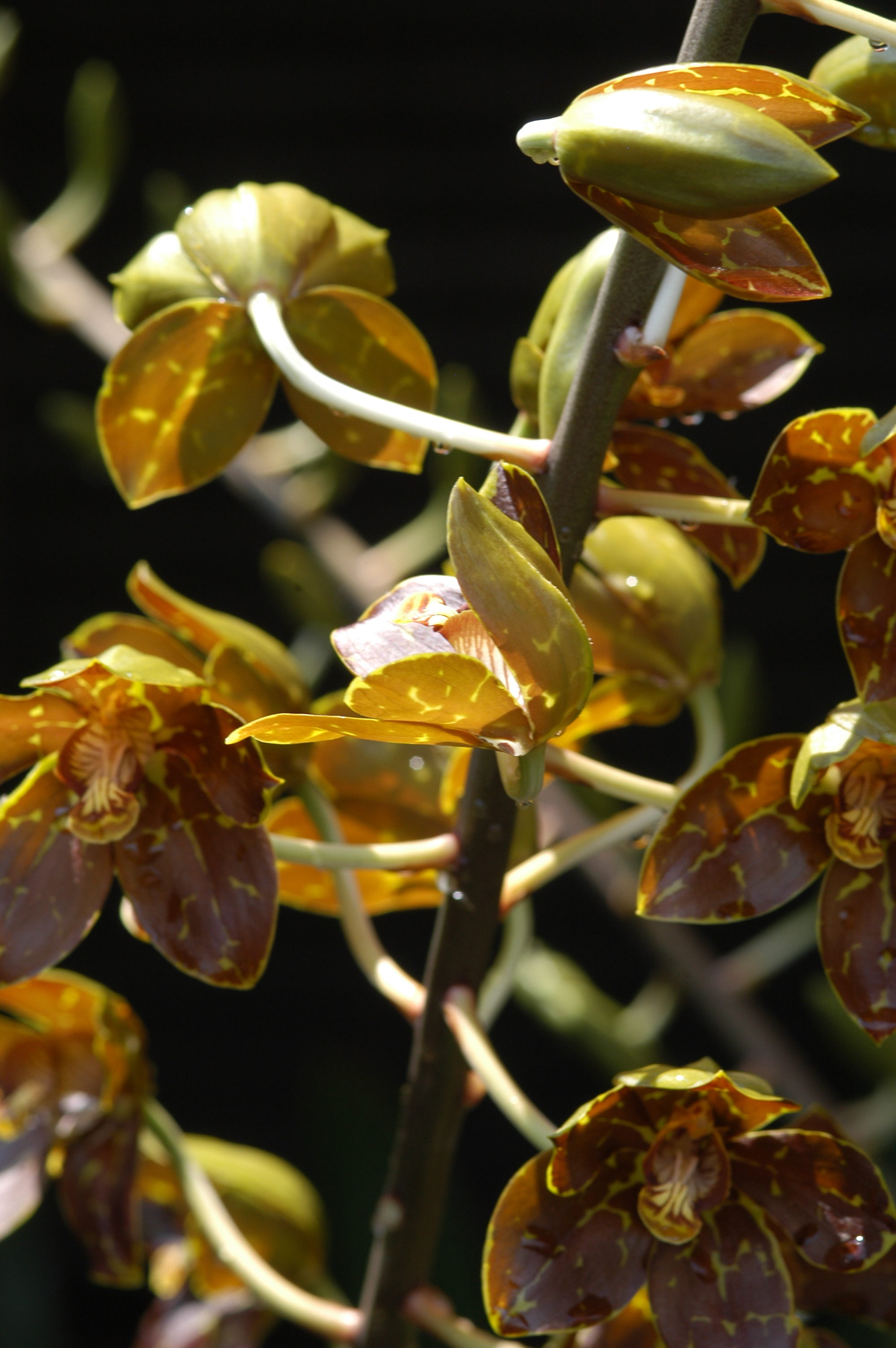
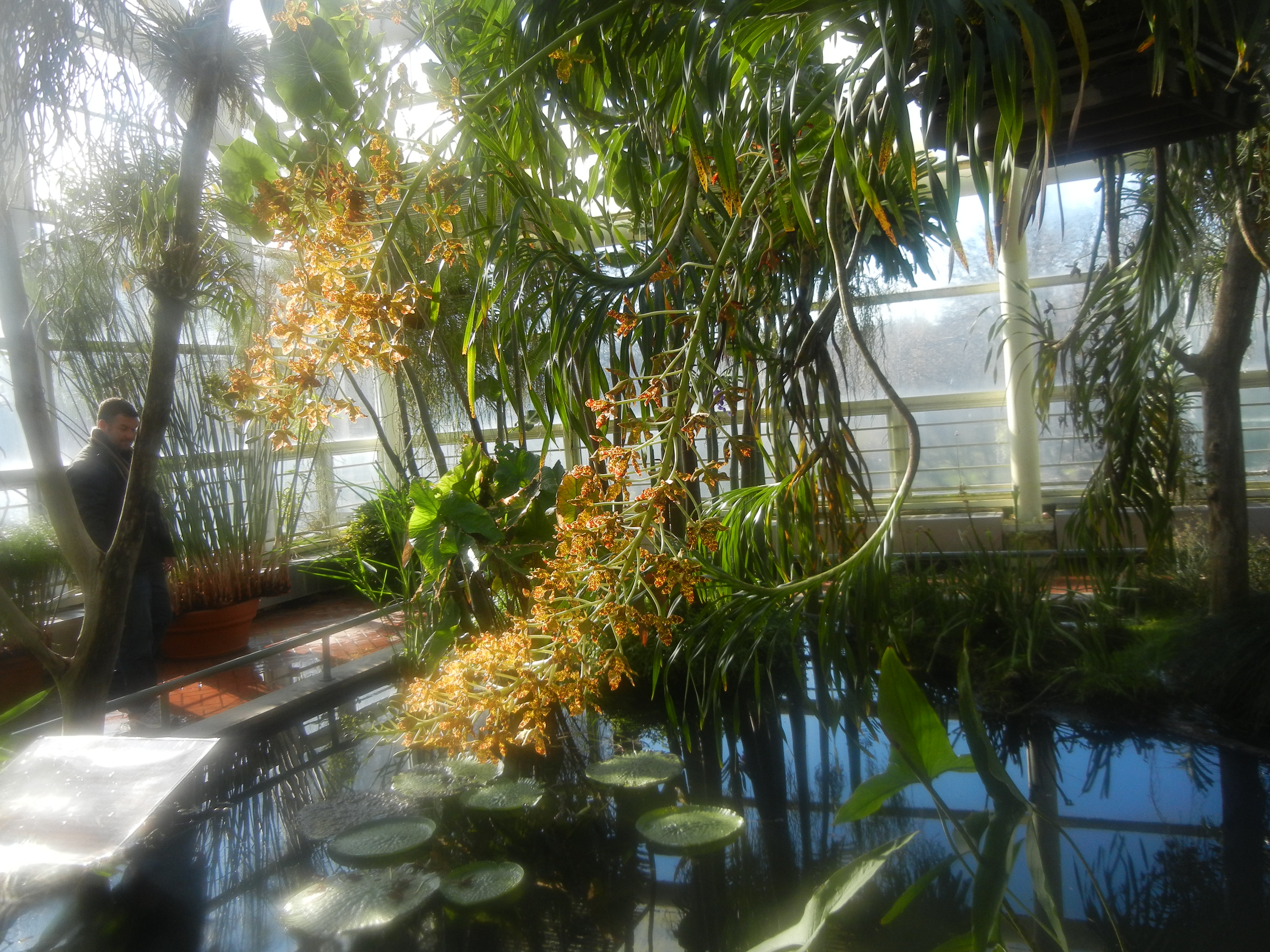
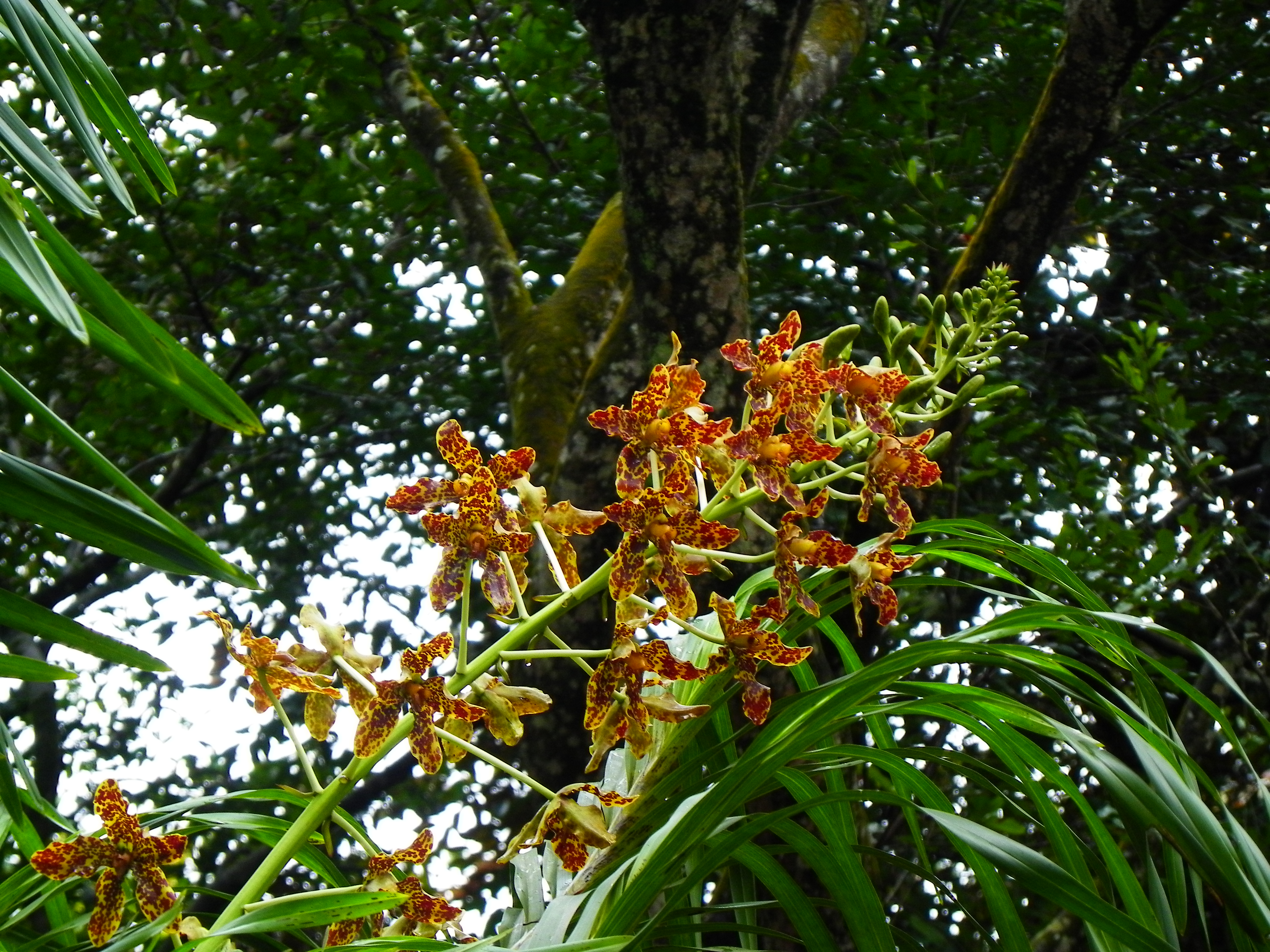
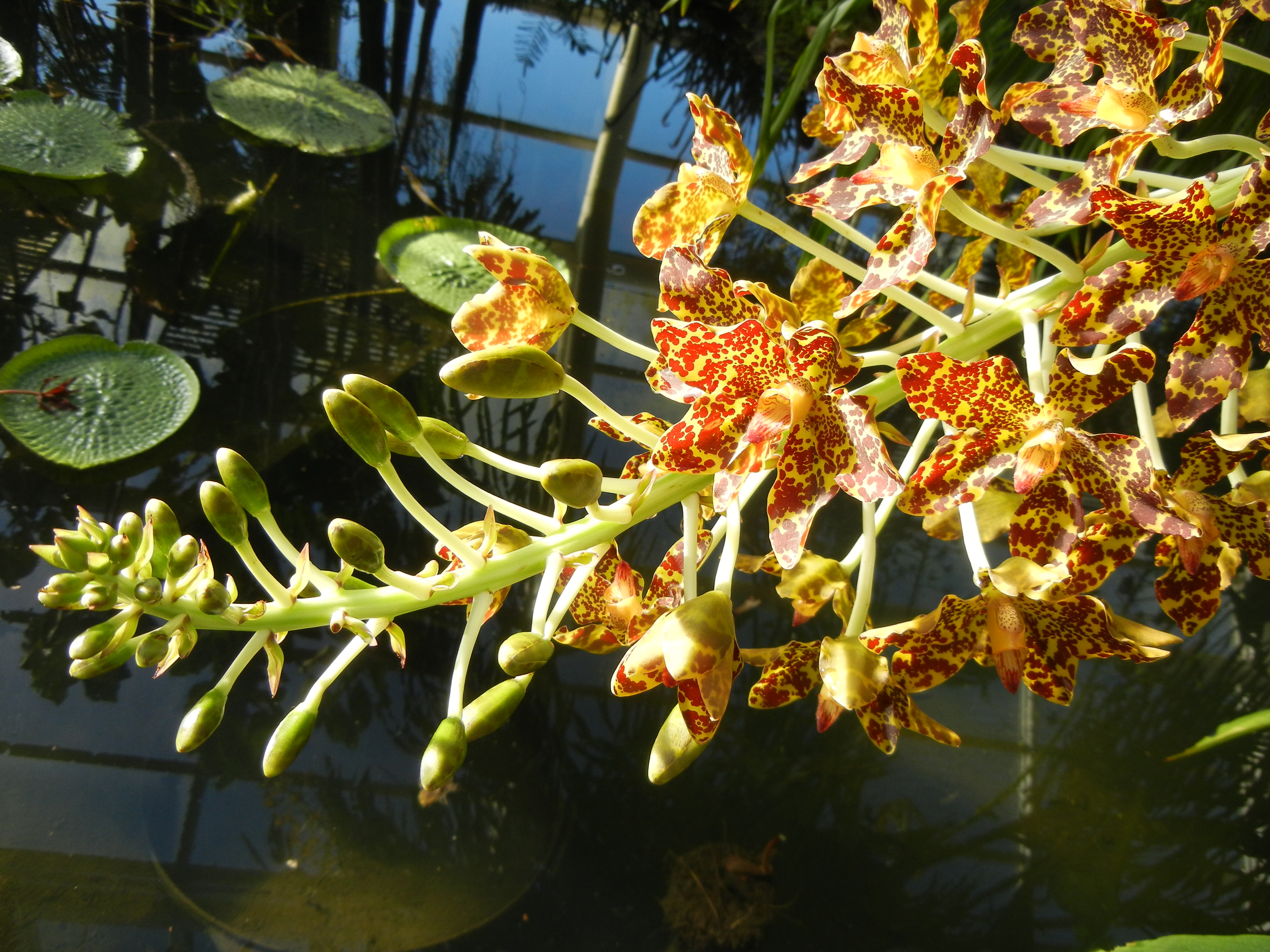
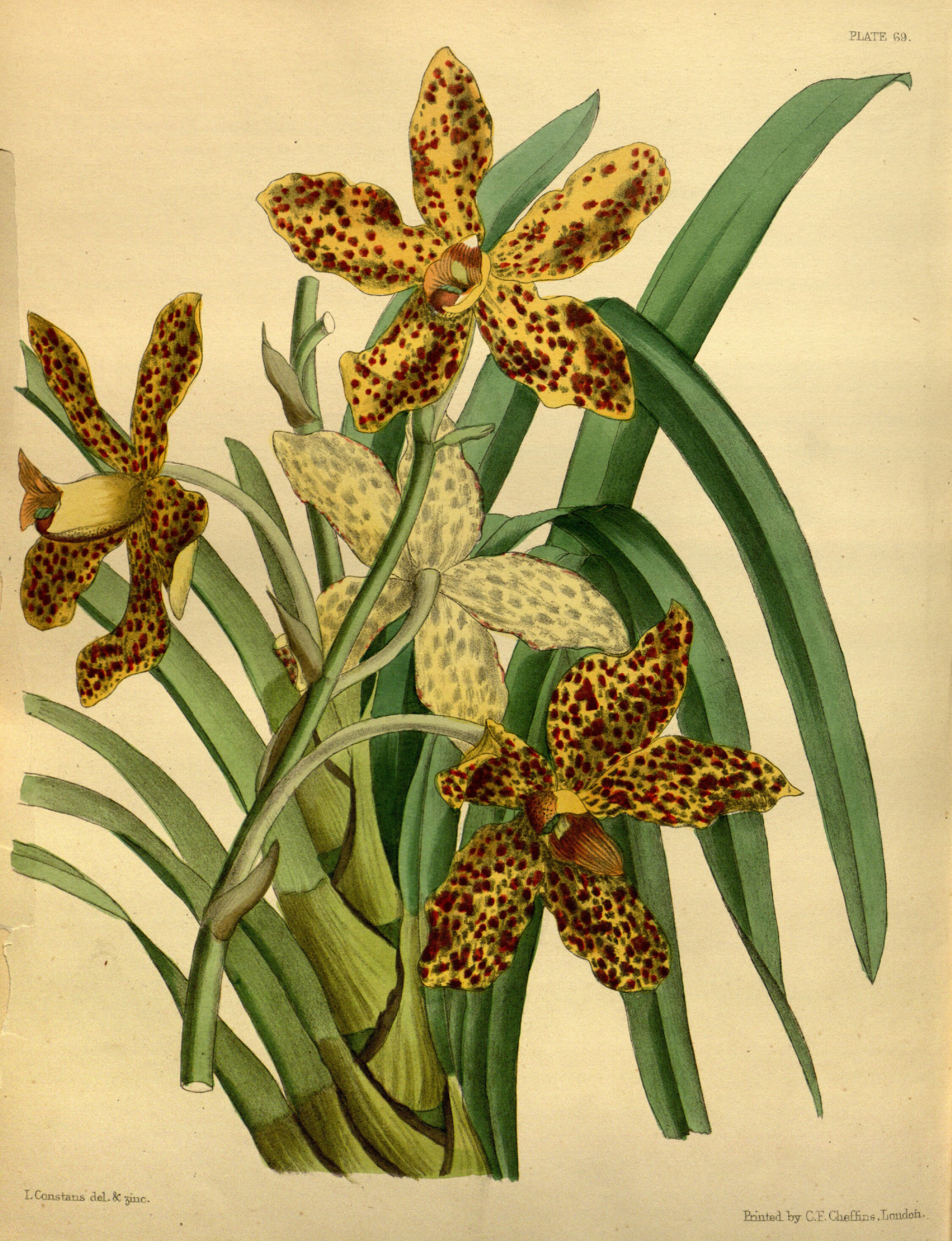